# Världscupen i backhoppning 1979/1980
Världscupen i backhoppning 1979/1980 började i Cortina d'Ampezzo, Italien den 27 december 1979 och avslutades i Štrbské Pleso, Tjeckoslovakien den 25 mars 1980. Totalcupen vanns av Hubert Neuper, Österrike.

## Världscupen

### Cortina d'Ampezzo
K-92 Cortina d'Ampezzo, Italien

27 december 1979

| Rank | Namn          | Nationalitet | 1 (m) | 2 (m) | Poäng |
| ---- | ------------- | ------------ | ----- | ----- | ----- |
| 1    | Toni Innauer  | Österrike    |       |       | 250.0 |
| 2    | Hubert Neuper | Österrike    |       |       | 243.3 |
| 3    | Alfred Groyer | Österrike    |       |       | 240.7 |

### Tysk-österrikiska backhopparveckan

#### Oberstdorf
K-115 Oberstdorf, Västtyskland

30 december 1979

| Rank | Namn             | Nationalitet | 1 (m) | 2 (m) | Poäng |
| ---- | ---------------- | ------------ | ----- | ----- | ----- |
| 1    | Jochen Danneberg | Östtyskland  |       |       | 248.2 |
| 2    | Hubert Neuper    | Österrike    |       |       | 243.5 |
| 3    | Alfred Groyer    | Österrike    |       |       | 241.8 |

#### Garmisch-Partenkirchen
K-107 Garmisch-Partenkirchen, Västtyskland

1 januari 1980

| Rank | Namn           | Nationalitet | 1 (m) | 2 (m) | Poäng |
| ---- | -------------- | ------------ | ----- | ----- | ----- |
| 1    | Hubert Neuper  | Österrike    |       |       | 232.2 |
| 2    | Jari Puikkonen | Finland      |       |       | 230.4 |
| 3    | Johan Sætre    | Norge        |       |       | 229.7 |

#### Innsbruck
K-106 Innsbruck, Österrike

4 januari 1980

| Rank | Namn          | Nationalitet | 1 (m) | 2 (m) | Poäng |
| ---- | ------------- | ------------ | ----- | ----- | ----- |
| 1    | Hubert Neuper | Österrike    |       |       | 250.5 |
| 2    | Hansjörg Sumi | Schweiz      |       |       | 242.0 |
| 3    | Henry Glass   | Östtyskland  |       |       | 239.0 |

#### Bischofshofen
K-106 Bischofshofen, Österrike

6 januari 1980

| Rank | Namn         | Nationalitet | 1 (m) | 2 (m) | Poäng |
| ---- | ------------ | ------------ | ----- | ----- | ----- |
| 1    | Martin Weber | Östtyskland  |       |       | 230.4 |
| 2    | Henry Glass  | Östtyskland  |       |       | 227.2 |
| 3    | Piotr Fijas  | Polen        |       |       | 226.8 |

#### Slutställning i tysk-österrikiska backhopparveckan
| Rank | Namn          | Nationalitet |
| ---- | ------------- | ------------ |
| 1    | Hubert Neuper | Österrike    |
| 2    | Henry Glass   | Östtyskland  |
| 3    | Martin Weber  | Östtyskland  |

### Sapporo
K-110 Sapporo, Japan

12 januari 1980

| Rank | Namn          | Nationalitet | 1 (m) | 2 (m) | Poäng |
| ---- | ------------- | ------------ | ----- | ----- | ----- |
| 1    | Hirokazu Yagi | Japan        |       |       | 268.7 |
| 2    | Bogdan Norčič | Jugoslavien  |       |       | 241.8 |
| 3    | Armin Kogler  | Österrike    |       |       | 239.8 |

 K-110 Sapporo, Japan

13 januari 1980

| Rank | Namn             | Nationalitet | 1 (m) | 2 (m) | Poäng |
| ---- | ---------------- | ------------ | ----- | ----- | ----- |
| 1    | Masahiro Akimoto | Japan        |       |       | 255.1 |
| 2    | Hirokazu Yagi    | Japan        |       |       | 251.0 |
| 3    | Bogdan Norčič    | Jugoslavien  |       |       | 238.8 |

### Thunder Bay
K-89 Thunder Bay, Kanada

19 januari 1980

| Rank | Namn             | Nationalitet | 1 (m) | 2 (m) | Poäng |
| ---- | ---------------- | ------------ | ----- | ----- | ----- |
| 1    | Armin Kogler     | Österrike    |       |       | 256.8 |
| 2    | Bernard Moullier | Frankrike    |       |       | 254.7 |
| 3    | Alfred Groyer    | Österrike    |       |       | 253.1 |

 K-120 Thunder Bay, Kanada

20 januari 1980

| Rank | Namn          | Nationalitet | 1 (m) | 2 (m) | Poäng |
| ---- | ------------- | ------------ | ----- | ----- | ----- |
| 1    | Armin Kogler  | Österrike    |       |       | 247.5 |
| 2    | Hubert Neuper | Österrike    |       |       | 242.1 |
| 3    | Toni Innauer  | Österrike    |       |       | 234.8 |

### Zakopane
K-82 Zakopane, Polen

26 januari 1980

| Rank | Namn            | Nationalitet | 1 (m) | 2 (m) | Poäng |
| ---- | --------------- | ------------ | ----- | ----- | ----- |
| 1    | Stanisław Bobak | Polen        |       |       | 260.7 |
| 2    | Ivar Mobekk     | Norge        |       |       | 247.8 |
| 3    | Olaf Schmidt    | Östtyskland  |       |       | 234.7 |

 K-115 Zakopane, Polen

27 januari 1980

| Rank | Namn            | Nationalitet | 1 (m) | 2 (m) | Poäng |
| ---- | --------------- | ------------ | ----- | ----- | ----- |
| 1    | Piotr Fijas     | Polen        |       |       | 254.6 |
| 2    | Stanisław Bobak | Polen        |       |       | 254.3 |
| 3    | Ivar Mobekk     | Norge        |       |       | 252.4 |

### Saint-Nizier-du-Moucherotte
K-112 Saint-Nizier-du-Moucherotte, Frankrike

9 februari 1980

| Rank | Namn            | Nationalitet | 1 (m) | 2 (m) | Poäng |
| ---- | --------------- | ------------ | ----- | ----- | ----- |
| 1    | Piotr Fijas     | Polen        |       |       | 222.2 |
| 2    | Hans Wallner    | Österrike    |       |       | 217.4 |
| 3    | Stanisław Bobak | Polen        |       |       | 216.5 |

 K-112 Saint-Nizier-du-Moucherotte, Frankrike

10  februari 1980

| Rank | Namn             | Nationalitet | 1 (m) | 2 (m) | Poäng |
| ---- | ---------------- | ------------ | ----- | ----- | ----- |
| 1    | Tom Christiansen | Norge        |       |       | 215.0 |
| 2    | Alois Lipburger  | Österrike    |       |       | 213.5 |
| 3    | Tom Levorstad    | Norge        |       |       | 209.7 |

### St. Moritz
K-94 Sankt Moritz, Schweiz

27 februari 1980

| Rank | Namn            | Nationalitet | 1 (m) | 2 (m) | Poäng |
| ---- | --------------- | ------------ | ----- | ----- | ----- |
| 1    | Roger Ruud      | Norge        |       |       | 260.8 |
| 2    | Johan Sætre     | Norge        |       |       | 256.0 |
| 3    | Robert Mösching | Schweiz      |       |       | 252.8 |

### Gstaad
K-88 Gstaad, Schweiz

29 februari 1980

| Rank | Namn          | Nationalitet | 1 (m) | 2 (m) | Poäng |
| ---- | ------------- | ------------ | ----- | ----- | ----- |
| 1    | Hansjörg Sumi | Schweiz      |       |       | 238.5 |
| 2    | Roger Ruud    | Norge        |       |       | 237.7 |
| 3    | Hubert Neuper | Österrike    |       |       | 236.1 |

### Engelberg
K-116 Engelberg, Schweiz

2 mars 1980

| Rank | Namn          | Nationalitet | 1 (m) | 2 (m) | Poäng |
| ---- | ------------- | ------------ | ----- | ----- | ----- |
| 1    | Toni Innauer  | Österrike    |       |       | 251.5 |
| 2    | Johan Sætre   | Norge        |       |       | 244.7 |
| 3    | Hansjörg Sumi | Schweiz      |       |       | 240   |

### Vikersund
K-155 Vikersund, Norge

29 februari – 3 mars 1980 (skidflygningsveckan: tre dagar med tre omgångar vardera)

| Rank | Namn            | Nationalitet    | 1 (m) | 2 (m) | Poäng |
| ---- | --------------- | --------------- | ----- | ----- | ----- |
| 1    | Per Bergerud    | Norge           |       |       | 753.0 |
| 2    | Stanisław Bobak | Polen           |       |       | 737.5 |
| 3    | Ján Tánczos     | Tjeckoslovakien |       |       | 673.0 |

### Lahtis
K-88 Lahtis, Finland

8 mars 1980

| Rank | Namn           | Nationalitet | 1 (m) | 2 (m) | Poäng |
| ---- | -------------- | ------------ | ----- | ----- | ----- |
| 1    | Armin Kogler   | Österrike    |       |       | 244.9 |
| 2    | Hubert Neuper  | Österrike    |       |       | 241.8 |
| 3    | Jouko Törmänen | Finland      |       |       | 235.0 |

 K-113 Lahtis, Finland

9 mars 1980

| Rank | Namn           | Nationalitet | 1 (m) | 2 (m) | Poäng |
| ---- | -------------- | ------------ | ----- | ----- | ----- |
| 1    | Steve Collins  | Kanada       |       |       | 146.0 |
| 2    | Jouko Törmänen | Finland      |       |       | 131.7 |
| 3    | Hubert Neuper  | Österrike    |       |       | 128.1 |

### Falun
K-89 Falun, Sverige

11 mars 1980

| Rank | Namn           | Nationalitet | 1 (m) | 2 (m) | Poäng |
| ---- | -------------- | ------------ | ----- | ----- | ----- |
| 1    | Jouko Törmänen | Finland      |       |       | 256.6 |
| 2    | Jari Puikkonen | Finland      |       |       | 253.0 |
| 3    | Armin Kogler   | Österrike    |       |       | 252.2 |

### Oslo
K-105 Oslo, Norge

16 mars 1980

| Rank | Namn           | Nationalitet | 1 (m) | 2 (m) | Poäng |
| ---- | -------------- | ------------ | ----- | ----- | ----- |
| 1    | Armin Kogler   | Österrike    |       |       | 238.5 |
| 2    | Jari Puikkonen | Finland      |       |       | 235.1 |
| 3    | Hubert Neuper  | Österrike    |       |       | 234.1 |

### Planica
K-92 Planica, Jugoslavien

21 mars 1980

| Rank | Namn          | Nationalitet | 1 (m) | 2 (m) | Poäng |
| ---- | ------------- | ------------ | ----- | ----- | ----- |
| 1    | Hans Millonig | Österrike    |       |       | 259.8 |
| 2    | Armin Kogler  | Österrike    |       |       | 257.2 |
| 3    | Primož Ulaga  | Jugoslavien  |       |       | 251.5 |

 K-117 Planica, Jugoslavien

22 mars 1980

| Rank | Namn          | Nationalitet | 1 (m) | 2 (m) | Poäng |
| ---- | ------------- | ------------ | ----- | ----- | ----- |
| 1    | Hubert Neuper | Österrike    |       |       | 284.4 |
| 2    | Armin Kogler  | Österrike    |       |       | 261.4 |
| 3    | Hans Millonig | Österrike    |       |       | 259.6 |

### Štrbské Pleso
K-110 Štrbské Pleso, Tjeckoslovakien

24 mars 1980

| Rank | Namn             | Nationalitet | 1 (m) | 2 (m) | Poäng |
| ---- | ---------------- | ------------ | ----- | ----- | ----- |
| 1    | Masahiro Akimoto | Japan        |       |       | 246.0 |
| 2    | Peter Leitner    | Västtyskland |       |       | 238.5 |
| 3    | Hirokazu Yagi    | Japan        |       |       | 236.8 |

 K-110 Štrbské Pleso, Tjeckoslovakien

25 mars 1980

| Rank | Namn          | Nationalitet | 1 (m) | 2 (m) | Poäng |
| ---- | ------------- | ------------ | ----- | ----- | ----- |
| 1    | Armin Kogler  | Österrike    |       |       | 239.8 |
| 2    | Hans Millonig | Österrike    |       |       | 237.9 |
| 3    | Hubert Neuper | Österrike    |       |       | 236.2 |

### Slutställning
| Placering | Hoppare                  | Poäng |
| --------- | ------------------------ | ----- |
| 1.        | Hubert Neuper, Österrike | 238   |
| 2.        | Armin Kogler, Österrike  | 220   |
| 3.        | Stanisław Bobak, Polen   | 130   |
| 4.        | Hirokazu Yagi, Japan     | 116   |
| 5.        | Masahiro Akimoto, Japan  | 109   |
| 6.        | Hans Millonig, Österrike | 108   |
| 6.        | Johan Sætre, Norge       | 108   |
| 8.        | Hansjörg Sumi, Schweiz   | 102   |
| 9.        | Toni Innauer, Österrike  | 95    |
| 10.       | Hans Wallner, Österrike  | 87    |

| Placering | Hoppare                    | Poäng |
| --------- | -------------------------- | ----- |
| 10.       | Jari Puikkonen, Finland    | 87    |
| 12.       | Steve Collins, Kanada      | 83    |
| 12.       | Tom Levorstad, Norge       | 83    |
| 14.       | Roger Ruud, Norge          | 82    |
| 15.       | Alfred Groyer, Österrike   | 81    |
| 16.       | Piotr Fijas, Polen         | 73    |
| 17.       | Alois Lipburger, Österrike | 70    |
| 17.       | Per Bergerud, Norge        | 70    |
| 19.       | Jouko Törmänen, Finland    | 65    |
| 20.       | Bogdan Norčič, Jugoslavien | 61    |

| Placering | Hoppare                      | Poäng |
| --------- | ---------------------------- | ----- |
| 21.       | Henry Glass, Östtyskland     | 56    |
| 21.       | Klaus Ostwald, Östtyskland   | 56    |
| 23.       | Klaus Tuchscherer, Österrike | 49    |
| 24.       | Peter Leitner, Västtyskland  | 46    |
| 25.       | Bernard Moullier, Frankrike  | 42    |
| 26.       | Martin Weber, Östtyskland    | 41    |
| 27.       | Tom Christiansen, Norge      | 40    |
| 28.       | Robert Mösching, Schweiz     | 37    |
| 29.       | Takafumi Kawabata, Japan     | 35    |
| 29.       | Willi Pürstl, Österrike      | 35    |

## Nationscupen - slutställning
| Pos. | Nation          | Poäng |
| ---- | --------------- | ----- |
| 1.   | Österrike       | 1035  |
| 2.   | Norge           | 524   |
| 3.   | Japan           | 314   |
| 4.   | Östtyskland     | 296   |
| 5.   | Finland         | 249   |
| 6.   | Polen           | 229   |
| 7.   | Schweiz         | 158   |
| 8.   | Jugoslavien     | 135   |
| 9.   | Kanada          | 106   |
| 10.  | Tjeckoslovakien | 84    |
| 11.  | Västtyskland    | 78    |
| 12.  | Sovjetunionen   | 77    |
| 13.  | Sverige         | 57    |
| 14.  | Frankrike       | 51    |
| 15.  | USA             | 48    |
| 16.  | Italien         | 19    |